# Tata Open Maharashtra 2023
Tata Open Maharashtra 2023 var den 27:e upplagan av Maharashtra Open, en tennisturnering i Pune, Indien. Turneringen var en ATP 250-tävling på ATP-touren 2023 och den spelades utomhus på hard court mellan den 2 och 7 januari 2023. Oseedade Tallon Griekspoor vann singeltiteln.

## Mästare

### Singel
- Tallon Griekspoor besegrade  Benjamin Bonzi, 4–6, 7–5, 6–3

### Dubbel
- Sander Gillé /  Joran Vliegen besegrade  Sriram Balaji /  Jeevan Nedunchezhiyan, 6–4, 6–4

## Poäng och prispengar

### Poängfördelning
| Gren    | Mästare | Final | Semifinal | Kvartsfinal | Åttondelsfinal | Sextondelsfinal | Kvalificerad till huvudturneringen | Kvalomgång 2 | Kvalomgång 1 |
| Singel  | 250     | 150   | 90        | 45          | 20             | 0               | 12                                 | 6            | 0            |
| Dubbel* | 250     | 150   | 90        | 45          | 20             | 0               | —                                  | —            | —            |

*per lag

## Tävlande i singel

### Seedning
| Land          | Spelare                 | Rank1 | Seedning |
| ------------- | ----------------------- | ----- | -------- |
| Kroatien      | Marin Čilić             | 17    | 1        |
| Nederländerna | Botic van de Zandschulp | 35    | 2        |
| Finland       | Emil Ruusuvuori         | 40    | 3        |
| Argentina     | Sebastián Báez          | 43    | 4        |
| Slovakien     | Alex Molčan             | 50    | 5        |
| Serbien       | Filip Krajinović        | 54    | 6        |
| Spanien       | Jaume Munar             | 58    | 7        |
|               | Aslan Karatsev          | 59    | 8        |

† Rankingen är per den 26 december 2022

### Övrig spelarinformation
Följande spelare fick ett wild card till turneringen:
- Manas Manoj Dhamne
- Sumit Nagal
- Mukund Sasikumar

Följande spelare kvalificerade sig genom kvalturneringen:
- Flavio Cobolli
- Maximilian Marterer
- Ramkumar Ramanathan
- Elias Ymer

### Spelare som dragit sig ur
Innan turneringens start
- Jenson Brooksby → ersatt av  Pablo Andújar

## Tävlande i dubbel

### Seedning
| Land      | Spelare           | Land           | Spelare         | Rank1 | Seedning |
| --------- | ----------------- | -------------- | --------------- | ----- | -------- |
| USA       | Rajeev Ram        | Storbritannien | Joe Salisbury   | 7     | 1        |
| USA       | Nathaniel Lammons | USA            | Jackson Withrow | 95    | 2        |
| Frankrike | Sadio Doumbia     | Frankrike      | Fabien Reboul   | 112   | 3        |
| Belgien   | Sander Gillé      | Belgien        | Joran Vliegen   | 121   | 4        |

† Rankingen är per den 26 december 2022

### Övrig spelarinformation
Följande dubbelpar fick ett wild card till turneringen:
- Arjun Kadhe /  Fernando Romboli
- Purav Raja /  Divij Sharan

Följande dubbelpar fick en plats i turneringen som reserver:
- Sriram Balaji /  Jeevan Nedunchezhiyan

### Spelare som dragit sig ur
- Laslo Đere /  Alex Molčan → ersatt av  Sriram Balaji /  Jeevan Nedunchezhiyan